# Viola lactiflora
Viola lactiflora là một loài thực vật có hoa trong họ Hoa tím. Loài này được Nakai miêu tả khoa học đầu tiên năm 1914.